# Fidji Simo
Fidji Simo (5 de outubro de 1985) é uma empresária franco-americana e CEO e presidente da Instacart. Antes da Instacart, ela trabalhou por uma década no Facebook, onde foi executiva de alto escalão e liderou o aplicativo do Facebook.
Ela foi cofundadora do Instituto Metrodora, uma clínica de saúde e instituto de pesquisa, e atualmente é presidente da Fundação Metrodora.
Ele faz parte do conselho de administração da OpenAI e Shopify.
Ele se formou na HEC Paris e na Universidade da Califórnia em Los Angeles.